# Friedrich Vollhardt
Friedrich Vollhardt (* 22. September 1956 in Göttingen) ist ein deutscher Germanist und Professor für Neuere deutsche Literatur an der Ludwig-Maximilians-Universität München.

## Leben
Nach seinem Abitur studierte Vollhardt Germanistik, Philosophie und Theologie an den Universitäten München und Freiburg und schloss 1980 mit der Magisterprüfung bzw. 1981 mit dem Staatsexamen ab. 1984 promovierte er in München über Hermann Brochs geschichtliche Stellung und bekam dafür den Förderpreis der LMU. Anschließend war er wissenschaftlicher Assistent an der Universität Hamburg und habilitierte sich 1992.
1993 nahm er einen Ruf an die Otto-von-Guericke-Universität Magdeburg an und 1996 wechselte er an die Justus-Liebig-Universität Gießen. Seit 2004 ist Vollhardt Ordinarius an der Ludwig-Maximilians-Universität mit dem Schwerpunkt Literatur der Frühen Neuzeit. Zudem ist er Betreuer des Internationalen Doktoranden-Kollegs „Textualität der Vormoderne“ des Elitenetzwerks Bayern und Mitherausgeber des Reallexikons der deutschen Literaturwissenschaft.
Seit 2022 ist er wissenschaftlicher Leiter des Zentralrats des deutschen Humors der Münchner Lach- und Schießgesellschaft.

## Werke (Auswahl)
- Hermann Brochs geschichtliche Stellung. Studien zum philosophischen Frühwerk und zur Romantrilogie „Die Schlafwandler“ (1914–1932), Tübingen 1986.
- Heinrich Rickert. Kulturwissenschaft und Naturwissenschaft; Mit Anmerkungen und einem Nachwort, Stuttgart 1986.
- Deutsche Erzählungen des 18. Jahrhunderts. Von Gottsched bis Goethe, München 1988.
- Vom Umgang mit Literatur und Literaturgeschichte. Positionen nach der „Theoriedebatte“, Stuttgart 1992.
- Christian Thomasius (1655–1728). Neue Forschungen im Kontext der Frühaufklärung, Tübingen 1997.
- Selbstliebe und Geselligkeit. Untersuchungen zum Verhältnis von naturrechtlichem Denken und moraldidaktischer Literatur im 17. und 18. Jahrhundert, Tübingen 2001.
- Gotthold Ephraim Lessing. Epoche und Werk, Göttingen 2018.